# El fill de la Bridget Jones
El fill de la Bridget Jones (títol original en anglès, Bridget Jones's Baby)és una pel·lícula del Regne Unit del 2016 basada en el personatge de ficció creat per Helen Fielding a la novel·la El diari de Bridget Jones. És la continuació de les pel·lícules Bridget Jones's Diary i Bridget Jones: The Edge of Reason. Ha estat doblada al valencià per a À Punt; també ha estat doblada i subtitulada al català central.

## Argument
Molts anys s'han escolat des que Bridget (Renée Zellweger) creia que Mark (Colin Firth) l'enganyava. Avui, Bridget té gairebé 40 anys i vol a qualsevol preu tenir un nen abans que sigui massa tard. I aquesta vegada Bridget estarà disposada a tot per tenir un fill.

## Repartiment
- Renée Zellweger: Bridget Jones / Darcy
- Colin Firth: Mark Darcy
- Patrick Dempsey: Jack Qwant
- Emma Thompson: Doctora
- Jim Broadbent: Colin Jones (el pare de Bridget)

## Producció
Al juliol de 2009, Variety va anunciar un tercer lliurament de Bridget Jones estava en les primeres etapes de desenvolupament. Working Title Films va confirmar que no es basaria en la novel·la de Bridget Jones escrita per Helen Fielding, i en el seu lloc es basaria en columnes que va escriure per The Independent el 2005. Al juliol de 2011, Paul Feig estava en converses finals per dirigir la pel·lícula. L'11 d'agost de 2011, els estudis d'Universal Pictures i Working Title va donar llum verda a la tercera pel·lícula. El 4 d'octubre de 2011, es va informar que Paul Feig havia abandonat el projecte a causa de diferències creatives però confirmant que també havia treballat amb la recent versió del guió. La producció va ser programada per començar el gener de 2012 amb l'elenc a tornar, incloent Renée Zellweger, Colin Firth i Hugh Grant. El 30 de novembre de 2011, Peter Cattaneo es va confirmar per dirigir la seqüela, recentment titulada "Bridget Jones's Baby" amb un guió d'Helen Fielding, Paul Feig, i David Nichols. Els productors a bord eren Tim Bevan i Eric Fellner de Working Title Films, juntament amb Jonathan Cavendish de Little Bird. El 3 de febrer de 2012, The Hollywood Reporter va confirmar que la producció s'havia retardat a causa de diferències creatives entre el guió de la pel·lícula i els actors. No obstant això, el productor va confirmar que estaven treballant en el guió i la pel·lícula es faria com estava previst.
L'abril de 2013, Colin Firth va parlar amb el Chicago Sun-Times, afirmant que: "per desgràcia, pot ser una mica més d'una llarga espera". Més endavant en la setmana següent, els productors van contractar a Emma Thompson per tornar a escriure el guió original escrit per Helen Fielding i David Nichols.
El 25 de juny de 2015, es va informar que les negociacions finals per a la pel·lícula continuaven i Sharon Maguire, directora de la primera pel·lícula tornaria a dirigir aquest tercer lliurament.

### Càsting
L'U de març de 2011, es va informar que tant Renée Zellweger i Colin Firth estaven interessats a repetir els seus papers. El 3 de febrer de 2012, The Hollywood Reporter va confirmar que la producció s'havia retardat a causa de diferències creatives entre el guió i part dels actors especialment Hugh Grant, a qui no li agradava el guió i va deixar el projecte, encara que això va ser negat pel productor Tim Bevan. En una entrevista el 10 d'octubre de 2014, Hugh Grant va esmentar un guió existent per a una seqüela, encara que també va expressar el seu desgrat per ella, i va declarar que no seria part del repartiment en la tercera pel·lícula. Gemma Jones i Jim Broadbent també estaven en converses per tornar a la tercera pel·lícula per unir-se a l'elenc. El 9 de setembre de 2015, Patrick Dempsey es va unir a l'elenc de la pel·lícula.

### Rodatge
El rodatge d'un curt període es va iniciar al juliol de 2015 a Dublín, on les primeres escenes de la pel·lícula es van rodar en el concert d'Ed Sheeran a Croke Park. La fotografia principal amb el repartiment real va començar el 2 d'octubre de 2015 a Londres. El 13 d'octubre de 2015, el rodatge continua al Mercat Borough, Londres. I, més tard a l'octubre a Windsor Great Park. El 26 d'octubre de 2015, la filmació es va dur a terme en una església en Oxfordshire. El rodatge va acabar el 27 de novembre de 2015.

### Estrena
A l'octubre de 2015, es va confirmar que la data d'estrena seria el 16 de setembre de 2016.